# St. Johannes Evangelist (Marburg)
| St. Johannes Evangelist (Marburg) |                                   |
|                                   |                                   |
| Die Kugelkirche                   |                                   |
| Ort                               | Marburg                           |
| Konfession                        | römisch-katholisch                |
| Diözese                           | Bistum Fulda                      |
| Patrozinium                       | Johannes Evangelist               |
| Baujahr                           | von 1492/1495 bis um 1520         |
| Bautyp                            | Saalkirche                        |
| Funktion                          | Pfarrkirche – ehem. Klosterkirche |

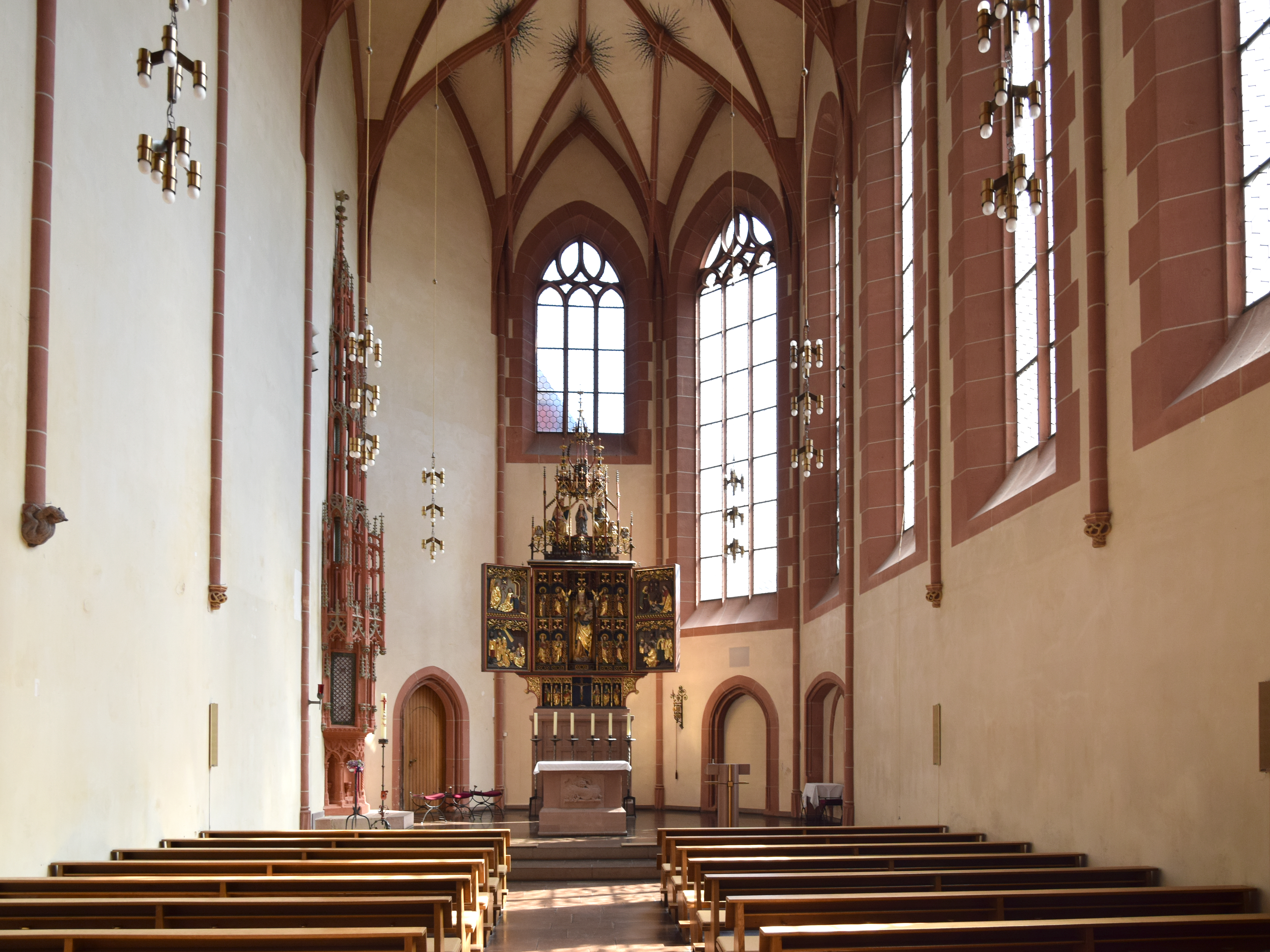
Innenraum mit Hochaltar

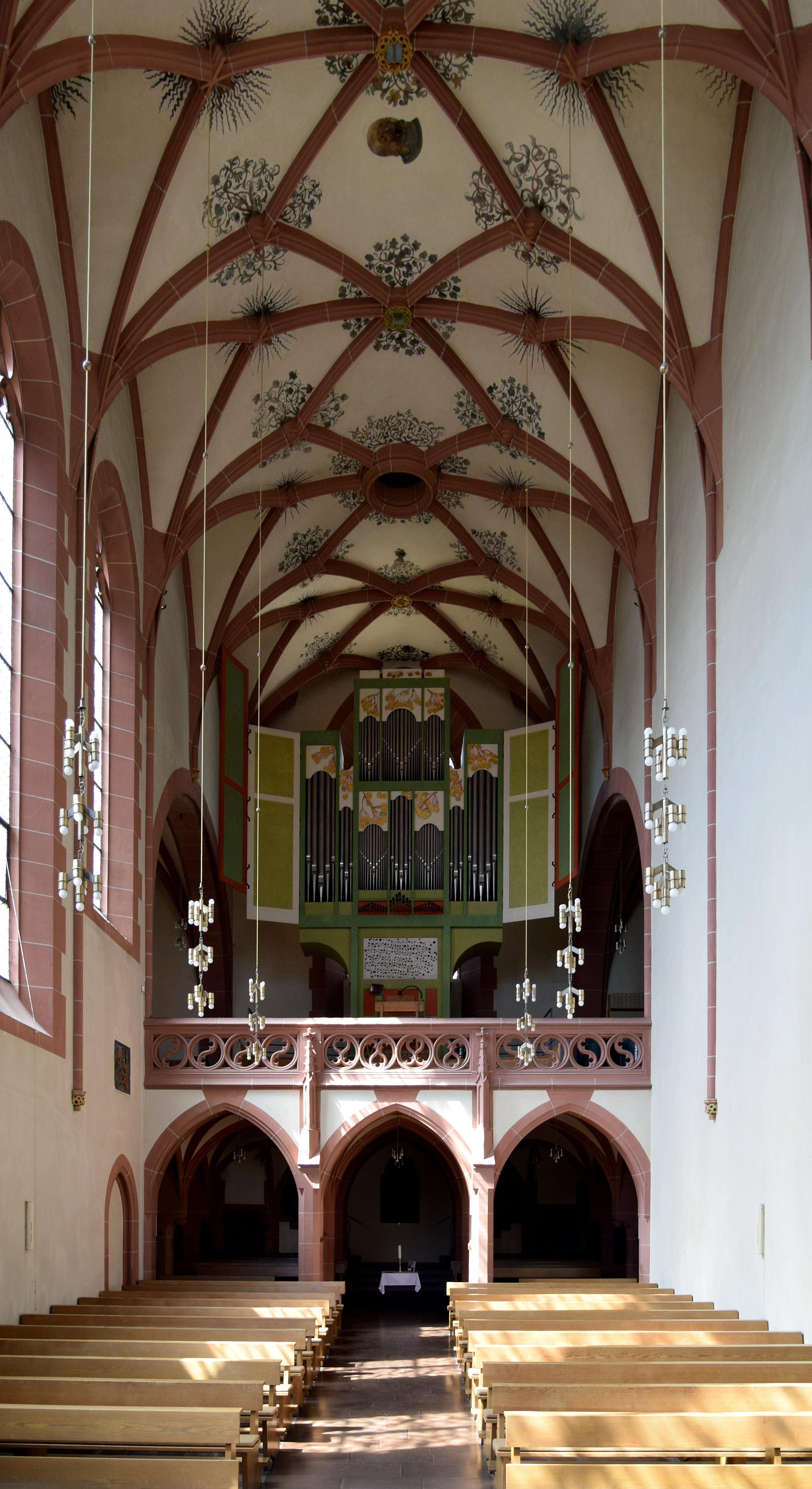
Netzgewölbe und Orgel

Die Kirche Sankt Johannes Evangelist, auch Kugelkirche genannt, ist eine katholische Pfarrkirche in Marburg. Sie befindet sich in der Oberstadt und ist der jüngste mittelalterliche Sakralbau Marburgs.

## Geschichte
Der Bau der Kugelkirche begann 1492/1495 und wurde um 1520 beendet. Das Gebäude gehört zum ehemaligen Kloster der Kugelherren, die der Gemeinschaft der Brüder vom gemeinsamen Leben angehörten. Der Name der Kirche (Kugelkirche) sowie der Name der Straße, in der sie steht (Kugelgasse), leiten sich von der Kopfbedeckung der Brüder ab. Sie trugen eine Mütze mit langem Zipfel, die „Gugel“ genannt wurde.
Nach der Auflösung des Klosters im Jahre 1527 wurde die Kirche der neu gegründeten Marburger Universität vermacht. Danach wurde sie zeitweise als Aula oder als Hörsaal von der theologischen Fakultät genutzt. Seit 1827 ist sie im Besitz der katholischen Kirchengemeinde und wird von dieser als Pfarrkirche benutzt.
Die Sakristei wurde 1929 von dem Marburger Architekten Karl Rumpf angebaut. 1967 wurde eine grundlegende Restaurierung durchgeführt, in der vor allem der Chorraum neu gestaltet wurde, um ihn den veränderten liturgischen Bedürfnissen aufgrund der Liturgiereform anzupassen.

## Architektur
Bei der Kugelkirche handelt es sich um einen einschiffigen Bau zu sechs Jochen, mit Fünfachtel-Schluss und mit einem westlich vorgelagerten Querhaus. Die beiden westlichen Joche haben niedrigere Seitenräume, da sie am Ende des 19. Jahrhunderts im Innern durch Emporen verändert wurden. Die Nordseite der Kirche ist fensterlos, aber die großen Fenster der Südseite und des Chores schaffen einen hellen, lichterfüllten Raum und verfügen über ein spätgotisch aufgelöstes Maßwerk.
Das reiche Netzgewölbe aus dem Jahr 1516 ruht auf dünnen, der Wand vorgelagerten Diensten. Es ist zwischen den Gewölberippen mit gotischen Fresken in Form von Strahlkränzen und Blattwerk geschmückt. Die dünnen Dienste führen im Langhaus bis unterhalb der Fensterbänke, wo sie mit in einer glatten Schräge abschließen. Im Chorraum hingegen führen sie bis auf einen Sockel herab, aber wirken auch hier nicht als Träger, sondern eher als Wandgliederung. Die Rippen kreuzen sich in der Kapitellzone, verlaufen in der Wand und sitzen somit nicht auf Konsolen oder Diensten. Der Gurtbogen spaltet sich nach dem ersten Drittel seine Gesamtlänge in zwei Arme, die jeder dem seitlich liegenden Schlussstein zustrebt. Durch die sich kreuzenden Rippen und den sich spaltenden Gurtbogen entsteht eine Reihe von Schnittpunkten, die das Netzgewölbe bilden.
Die Schlusssteine sind mit Wappen und teilweise stilisiertem oder naturalistischem Rankenwerk geschmückt.

## Ausstattung

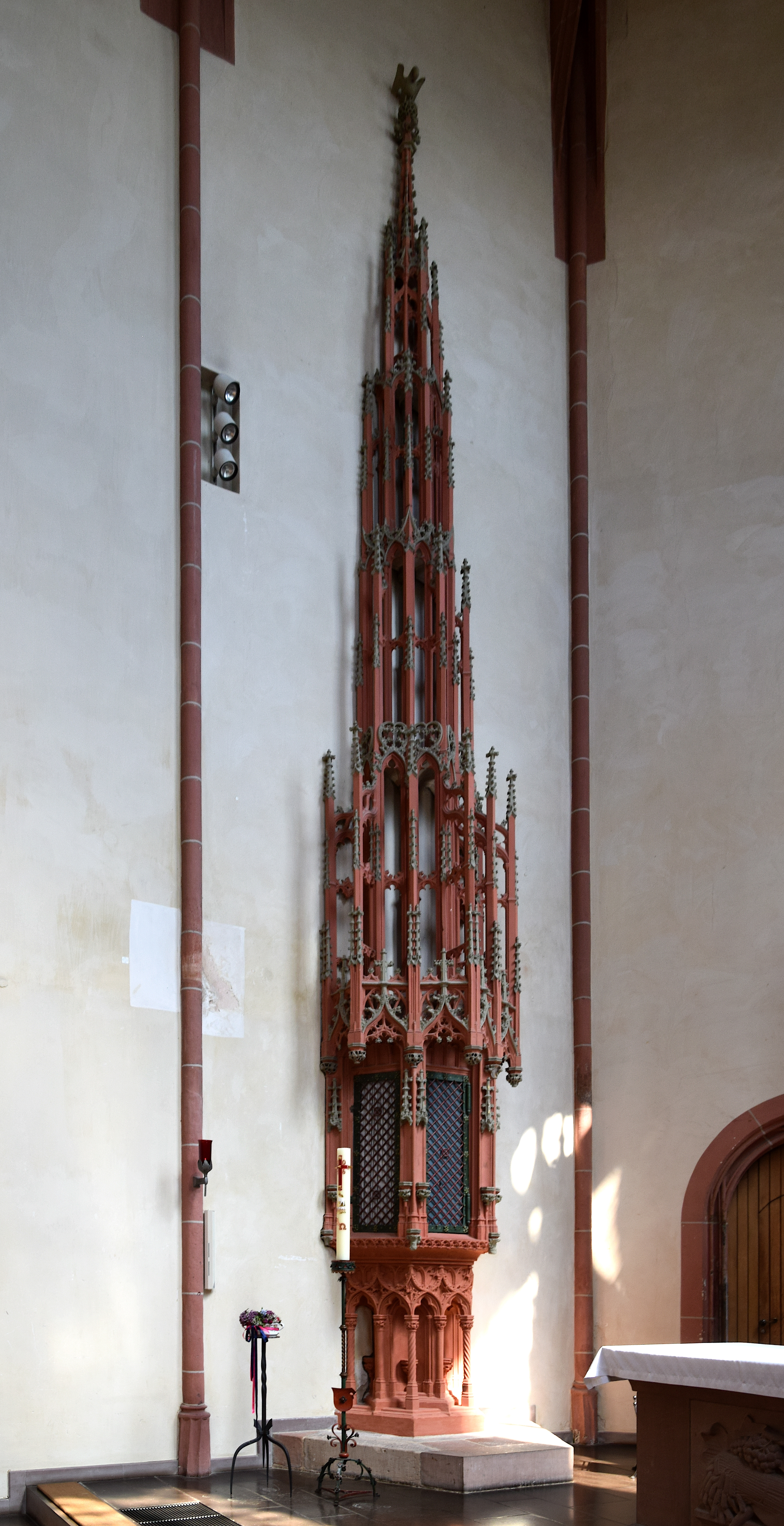
Der einige Meter hohe Wandtabernakel an der Nordwand

Eine von 1516 stammende spätgotische Malerei überzieht mit floral-ornamentalen Linien die Schnittpunkte des Gewölbes. An der Nordseite befindet sich ein großer Tabernakel in Form eines zierlich durchbrochenen, gotischen Turmhelmes. Vom Ende des 19. Jahrhunderts stammt ein neugotischer Hochaltar, der über ein Marienprogramm verfügt, dessen Holzfiguren zum Teil spätgotisch sind und auf das Ende des 15. Jahrhunderts datiert werden. Unter der Empore befindet sich ein neugotischer Elisabethaltar. Der Taufstein wird aus reichen, neugotischen Formen gebildet.

## Orgel
Die Orgel der Kugelkirche wurde 1976 von Gerald Woehl (Marburg) erbaut. Das rein mechanische Instrument hat 38 Register auf 4 Manualen und Pedal. Besonderheit ist, dass das Hauptwerk keine Trompeten enthält, sondern dafür im IV. Manualwerk, „Trompeteria“, entsprechende Register „ausgelagert“ sind.
| I Oberwerk C– |                 |       |
| 1.            | Rohrflöte       | 8′    |
| 2.            | Gambe           | 8′    |
| 3.            | Voce celeste    | 8′    |
| 4.            | Prinzipal       | 4′    |
| 5.            | Traversflöte    | 4′    |
| 6.            | Oktave          | 2′    |
| 7.            | Sesquialtera II | 2 ⁄3′ |
| 8.            | Larigot         | 1 ⁄3′ |
| 9.            | Scharf IV       |       |
| 10.           | Krummhorn       | 8′    |
|               | Tremulant       |       |

| II Hauptwerk C– |            |       |
| 11.             | Bordun     | 16′   |
| 12.             | Prinzipal  | 8′    |
| 13.             | Schwebung  | 8′    |
| 14.             | Oktave     | 4′    |
| 15.             | Flöte      | 4′    |
| 16.             | Quinte     | 2 ⁄3′ |
| 17.             | Oktave     | 2′    |
| 18.             | Quinte     | 1 ⁄3′ |
| 19.             | Oktave     | 1′    |
| 20.             | Mixtur IV  |       |
| 21.             | Vox Humana | 8′    |
|                 | Tremulant  |       |

| III Brustwerk C– |           |        |
| 22.              | Gedackt   | 8′     |
| 23.              | Rohrflöte | 4′     |
| 24.              | Nasard    | 2 ⁄3′  |
| 25.              | Flageolet | 2′     |
| 26.              | Terz      | 1 3⁄5′ |
| 27.              | Sifflöte  | 1′     |

| IV Trompeteria C– |                   |    |
| 28.               | Trompete          | 8′ |
| 29.               | Trompete          | 4′ |
| 30.               | Trompete Diskant  | 8′ |
| 31.               | Trompete Bass     | 4′ |
| 32.               | Cornett V Diskant | 8′ |

| Pedal C– |           |     |
| 33.      | Subbass   | 16′ |
| 34.      | Prinzipal | 8′  |
| 35.      | Oktave    | 4′  |
| 36.      | Mixtur VI |     |
| 37.      | Posaune   | 16′ |
| 38.      | Trompete  | 8′  |

- Koppeln I/II, III/II, IV/II, I/P, II/P, III/P, IV/P
- Spielhilfen Sperrventile (Hauptwerk, Pedal)

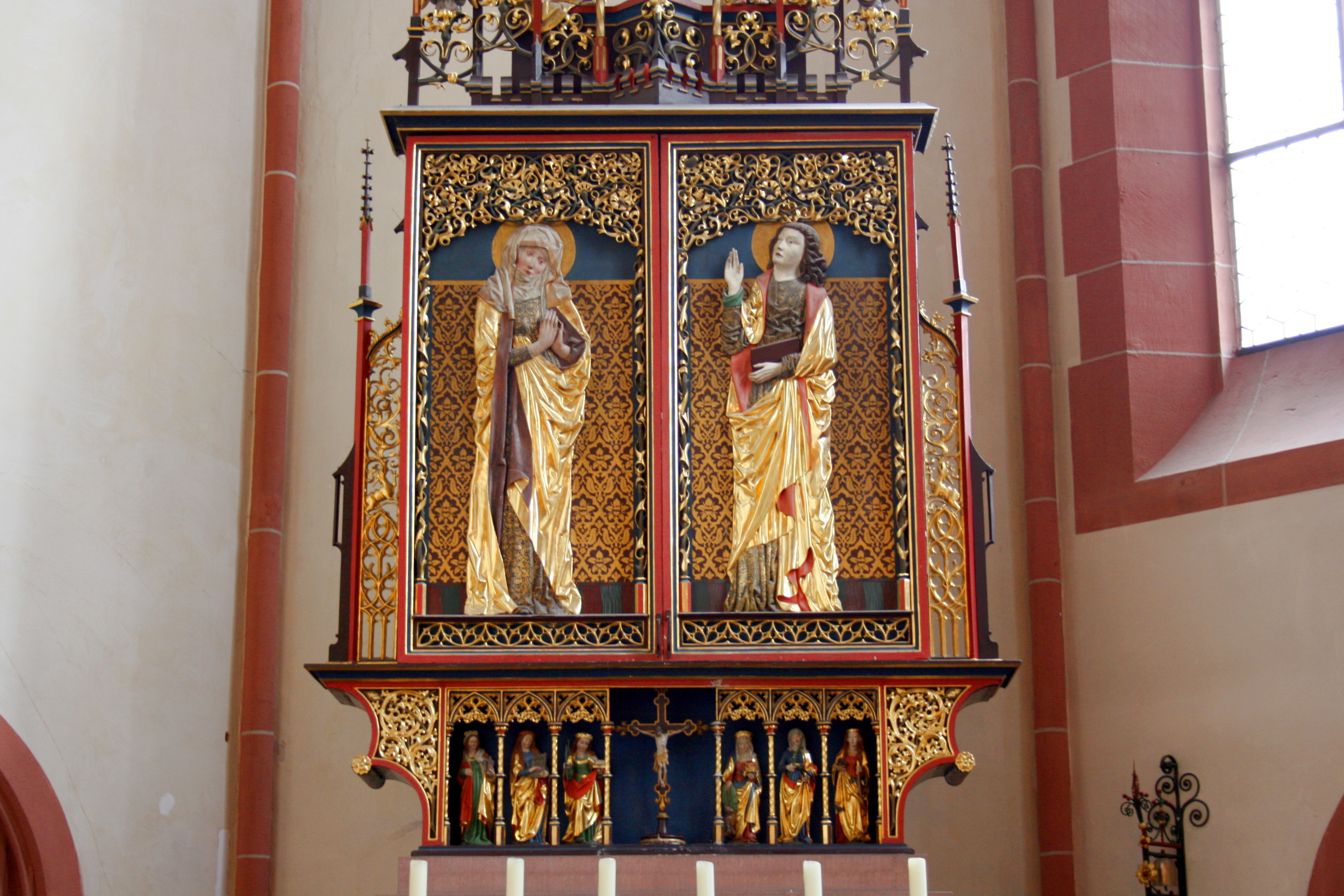
Geschlossener Flügelaltar
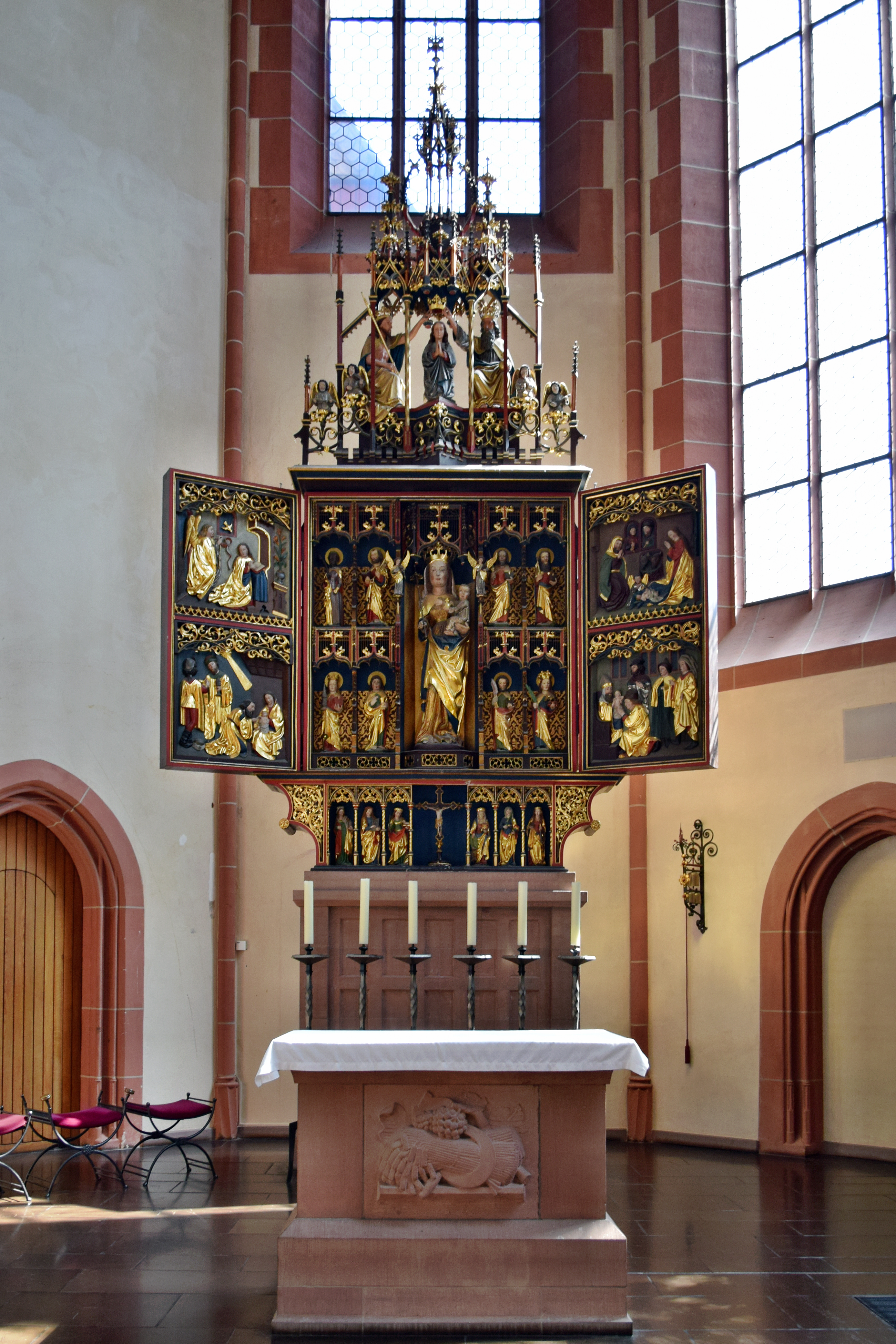
Geöffneter Flügelaltar
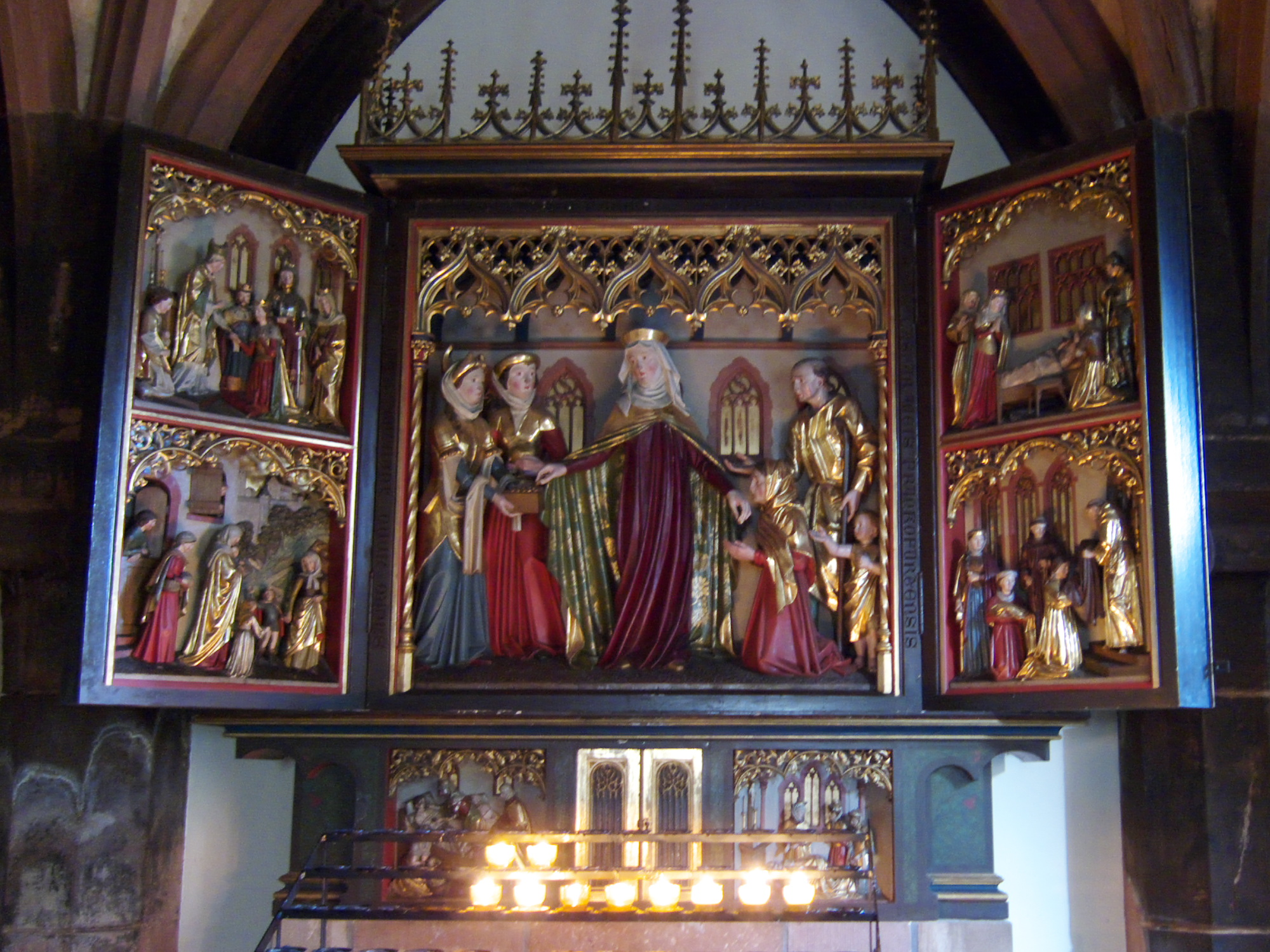
Elisabethaltar